# ألدو رودريغيز
ألدو رودريغيز هو رابر كوبي، ولد في 1984.